# Josephine van Zaane
Josephine van Zaane (* 8. Januar 1993) ist eine dänische Badmintonspielerin. 

## Karriere
Josephine van Zaane belegte bei den Iceland International 2010 und den Cyprus International 2011 Platz zwei. Bei den Hungarian International 2013 wurde sie Zweite im Doppel. 2013 startete sie ebenfalls bei der Denmark Super Series 2013, wo sie auch schon 2010 am Start war.